# Arájova
Arájova (en griego Αράχωβα) es un municipio situado en la Grecia Central, en la región de Beocia. Con una población de 4180 habitantes (2001), posee un área de 139,45 km² y una densidad de población de 30/km². 
A una altitud de 968 metros, está conectada a las poblaciones de Ámfisa y Livadiá mediante la autovía GR-48, pudiendo tomar un desvío hacia Delfos, cerca de la costa. También existe la GR-29 que comunica con las ciudades cercanas al Golfo de Corinto y Dístomo. Al sureste se sitúa Ámfisa, al sur Lamia, al oeste Livadiá, a 160 km al noroeste de Atenas y a 12 km de Delfos. Junto a Hidra, es uno de los municipios que tiene solo un municipio pero con dos sitios diferentes.
El nombre deriva del eslavo del sur orah, nogal o nuez, haciendo referencia a la flora de la región.
Localidad turística debido a su proximidad al Oráculo de Delfos, y a la presencia de una estación de esquí.